# Герберт Чепмен
Герберт Чепмен (англ. Herbert Chapman, нар. 19 січня 1878, Ківетон Парк, Йоркшир, Англія — пом. 6 січня 1934, Гендон, Міддлсекс, Англія) — англійський футбольний гравець і тренер. Засновник тактичної схеми «дубль-ве» (3-2-5)

## Досягнення
- Чемпіон Англії (4): 1923-24, 1924-25, 1930-31, 1932-33
- Володар Кубка Англії (2): 1921-22, 1929-30
- Володар Суперкубка Англії (4): 1922, 1930, 1931, 1933